# Polythene Pam
"Polythene Pam" é uma canção da banda de rock inglesa The Beatles, do álbum Abbey Road, de 1969. Escrita por John Lennon e creditada a Lennon–McCartney, é a quarta música do medley do segundo lado do álbum. Os Beatles gravaram a faixa em julho de 1969 como uma peça contínua com "She Came In Through the Bathroom Window", que a segue no medley.
A canção foi escrita por Lennon enquanto estava na índia, baseado em um evento que teve com uma mulher em Jersey e está ligada musicalmente à música anterior "Mean Mr. Mustard", já que as duas tocam juntas sem pausa.
Em 2004, a Royal Chemistry Society escolheu a música para comemorar a síntese do polietileno, na ocasião uma "Polythene Pam", vestida com um filme de polietileno, estava presente, ocasião em que uma placa foi oferecida pela Royal Chemical Society, em Winnington.

## Antecedentes e composição
John had a bit called ‘Polythene Pam’ which was based on a girl he’d met a long time ago through the poet Royston Ellis, a friend of ours from Liverpool. We’d re-met him down South when we got out on tour, somewhere like Shrewsbury – he just showed up at the gig. John had gone out to dinner with him and back to his flat afterwards, and there was a girl there who apparently had polythene around her. He came back with all these tales about a girl who dressed in polythene: ‘Shit! There was this chick and it was great…’ and we thought, ‘Oh, wow!’ Eventually he wrote the song.— Paul McCartney, no livro The Beatles Anthology
Lennon escreveu "Polythene Pam" durante a estadia dos Beatles na Índia em 1968. A música foi gravada como uma demo na casa de George Harrison em Kinfauns antes das sessões. A demo foi lançada posteriormente no Anthology 3 e na edição superdeluxe de 2018 do Álbum branco. Lennon descartou a música, junto com "Mean Mr. Mustard", no The Beatles Anthology como "uma porcaria que escrevi na Índia".
Em 1980, Lennon disse sobre Polythene Pam que era ele lembrando de um pequeno evento com uma mulher em Jersey, e um homem que era "a resposta da Inglaterra para Allen Ginsberg". Lennon o conheceu quando estava em turnê, ele o levou de volta para seu apartamento, Lennon tinha uma garota e esse homem tinha uma que ele queria que eu conhecesse. Ele disse que ela se vestia de polietileno e "o que ela fez". Ela não usava botas de cano alto e kilts, Lennon disse que "apenas meio que elaborei. Sexo pervertido em uma bolsa de polietileno. Apenas procurando algo para escrever." "A resposta da Inglaterra para Allen Ginsberg" refere-se a Royston Ellis, um escritor inglês que Lennon conhecia de quando os Beatles tocavam no Cavern Club. Ele também descreveu a inspiração para a música como uma "mítica faxineira de Liverpool vestida com suas botas e kilt". A canção é cantada com um forte sotaque "Scouse" de Liverpool.
O nome "Polythene Pam" veio do apelido de uma antiga fã dos Beatles da época do Cavern Club, chamado Pat Hodgett, que costumava comer polietileno e ficou conhecida como "Polythene Pat".  Ela disse em uma entrevista: "Eu costumava comer polietileno o tempo todo. Eu o amarrava em nós e depois o comia. Às vezes eu até o queimava e depois o comia quando esfriava."

## Gravação e posicionamento
Polythene Pam possui um pequeno erro de execução da banda. Durante as gravações, McCartney se empolgou e exagerou um pouco no glissando, técnica em que o baixista desliza os dedos entre as notas. Ao perceber a falha, McCartney quis regravar a linha de baixo da canção, mas os membros da banda acharam o erro ótimo e pediram para o músico deixá-lo na faixa. Starr também cometeu um deslize durante as gravações, porém que foi corrigido. De acordo com Emerick, a decisão do baterista não foi nada simples, pois foi preciso gravar a percussão separadamente para depois colocá-la na faixa.

### Posicionamento noAbbey Road

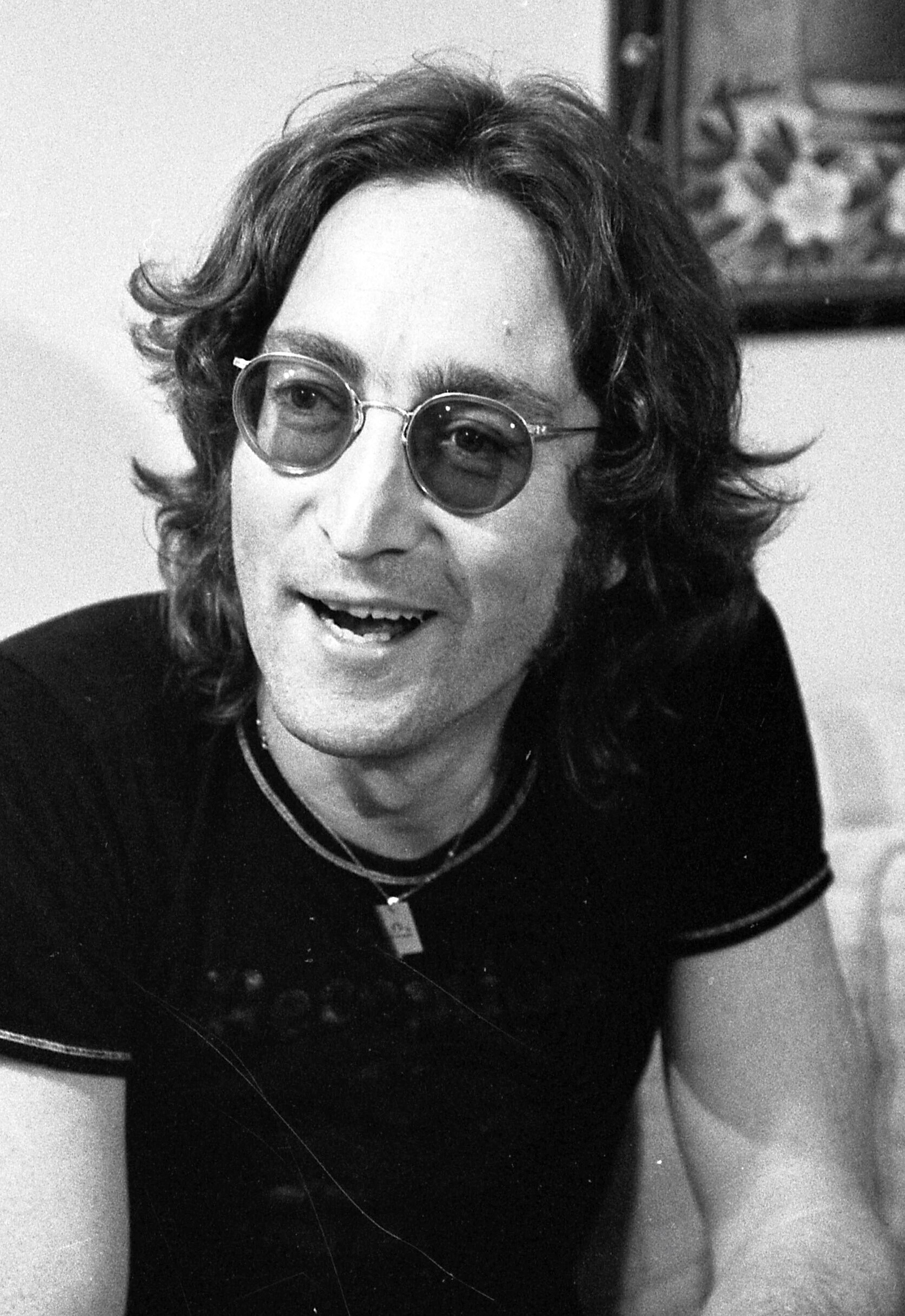
John Lennon, compositor da faixa, em 1974.

No álbum Abbey Road, a música está ligada musicalmente à música anterior "Mean Mr. Mustard", já que as duas tocam juntas sem pausa. As duas músicas também estão ligadas narrativamente, já que "Mean Mr. Mustard" menciona que o personagem-título Mustard tem uma irmã chamada Pam. O verso que começa com "His sister Pam" na música era originalmente "His sister Shirley", mas Lennon o alterou para contribuir com a continuidade do medley do lado dois de Abbey Road. A música "Her Majesty" foi originalmente definida entre "Mean Mr. Mustard" e Polythene Pam. Polythene Pam então segue para a música seguinte, "She Came In Through the Bathroom Window".
Os Beatles gravaram a faixa básica de Polythene Pam e "She Came in Through the Bathroom Window" no EMI Studios em Londres em 25 de julho. A formação era Lennon no violão de 12 cordas, Harrison na guitarra solo, Paul McCartney no baixo e Ringo Starr na bateria. Lennon cantou um guia vocal fora do microfone em sua música, enquanto McCartney fez o mesmo em "She Came in Through the Bathroom Window". Durante o solo de guitarra em "Polythene Pam", Lennon gritou palavras de encorajamento ("Fab! Isso é ótimo! Muito bom, isso. Muito bom..."), algumas das quais aparecem na gravação finalizada. Em sua descrição da música, o autor Ian MacDonald compara os acordes "massivos" de abertura da guitarra acústica de Lennon aos de "Pinball Wizard" do Who, que era um single na época.
A banda realizou overdubs na faixa em 28 de julho, embora muitas dessas contribuições, como piano e piano elétrico, tenham sido posteriormente cortadas. A gravação foi concluída em 30 de julho, quando os overdubs finais de vocais, guitarra e percussão foram gravados. Isso incluía uma segunda parte de guitarra solo de Harrison, tocando as notas descendentes (acompanhando o "Ouça isso agora. Oh, cuidado! Aqui ela..." falado por Lennon) no início de "She Came in Through the Bathroom Window".

## Músicos
De acordo com Walter Everett, exceto quando indicado:
- John Lennon – vocal principal, violão acústico de doze cordas
- Paul McCartney – backing vocal, baixo
- George Harrison – backing vocal, guitarras solo
- Ringo Starr – bateria
- Sem créditos – pandeiro, maracas, chocalho de vaca, percussão "whipcrack"[21]